# Гроувз, Кэди
Кэди Гроувз (англ. Cady Groves; 30 июля 1989, Марлоу, Оклахома — 2 мая 2020) — американская певица и автор песен. Некоторые из её известных выпущенных синглов: «This Little Girl», «Love Actually», «Forget You».
С раннего детства певица проявляла любовь к музыке, что впоследствии подтолкнуло её заключить контракт с RCA Records и начать карьеру певицы.

## Синглы
- This Little Girl (2012)
- Love Actually (2012)
- Forget You (2013)